# Esa Laurema
Esa Markus Laurema, född 11 januari 1950 i Helsingfors, död 23 september 2010 i Esbo var en finländsk skulptör, ljuskonstnär och ingenjör. 
Laurema genomgick 1971–1974 Helsingfors tekniska institut och är som bildkonstnär självlärd; ställde ut första gången 1969. Han var tekniskt inriktad och hade under hela sin konstnärsbana ägnat sig åt ljus och rörelse i konsten. Han var även tidigt med om att lansera hologram, laser, video och datorgrafik i Finlands bildkonst. Han gjorde flera offentliga kinetiska konstverk bland annat för Imatran Voima Oy:s huvudkontor i Vanda (1989), Siemens  Oy:s huvudkontor i Esbo (1990), Philips Lightning i Eindhoven (Nederländerna, 1994) och ett litet ljusaltare till Karislojo kyrka (1995). Till världsutställningen i Sevilla 1992 utförde han en kinetisk ljuskomposition, som senare skänktes till Museet för modern konst, Kiasma. Han var 1972 med om att grunda Dimensiogruppen och har varit medlem sedan dess (ordförande 1984–1985 och sedan 1996). Så tidigt som 1974 höll han en utställning av sina ljusskulpturer och sin så kallade kinetiska grafik. Han tillhörde både Finlands bildhuggarförbund och Målarförbundet.

### Webbkällor
1. ↑  Rahola, Anja (23 september 2010). ”Muistokirjoitus: Esa Laurema” (på (finska)). Helsingin Sanomat. https://www.hs.fi/muistot/art-2000002624579.html. Läst 6 februari 2021.
2. ↑  ”Esa Laurema: Info” (på (engelska)). The Kinetic Art of Esa Laurema. http://www.esalaurema.com/gallery/info. Läst 6 februari 2021.